# Golden Globe Awards 2013

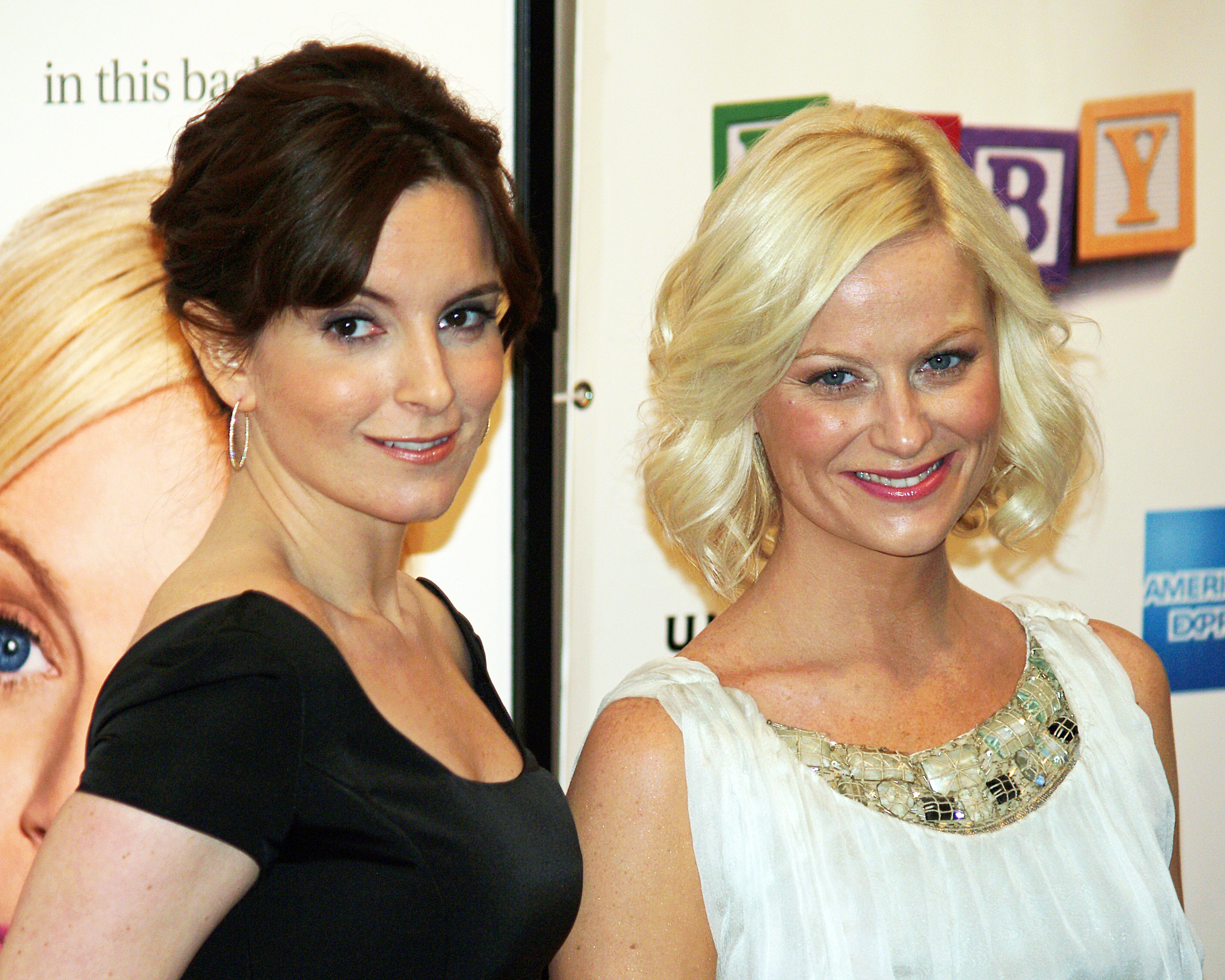
Tina Fey (links) und Amy Poehler, Gastgeberinnen der 70. Golden Globe Awards

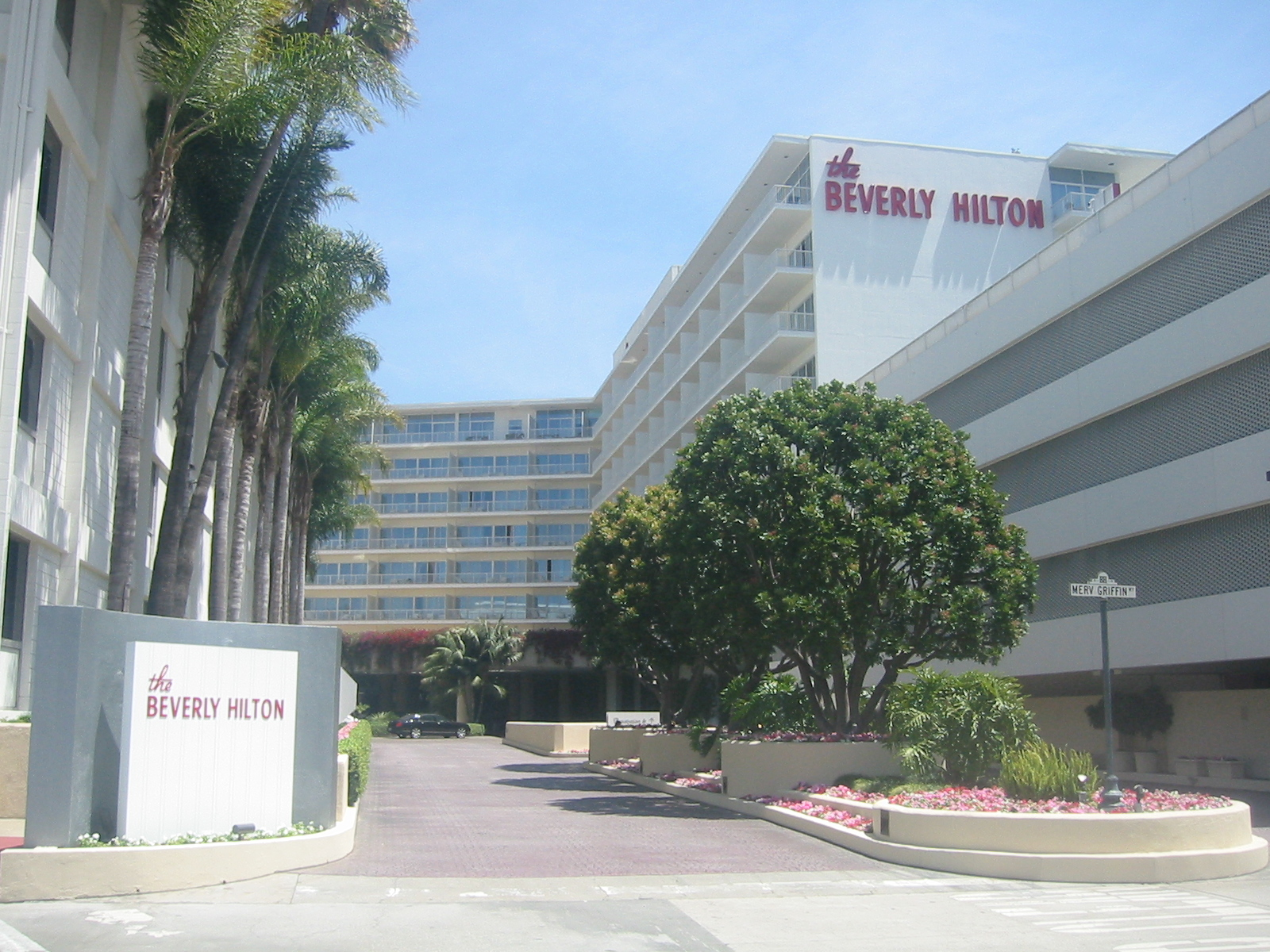
Das Beverly Hilton Hotel, Veranstaltungsort der Golden-Globe-Verleihung 2013

Die 70. Verleihung der Golden Globe Awards (englisch 70th Golden Globe Awards) fand am 13. Januar 2013 im Beverly Hilton Hotel in Beverly Hills, Kalifornien, statt. Die Mitglieder der Hollywood Foreign Press Association (HFPA) stimmten über die besten amerikanischen und ausländischen Film- und Fernsehproduktionen sowie Künstler des Vorjahres ab, die im Rahmen eines Galadiners geehrt wurden. Die Preisverleihung wurde live vom US-amerikanischen Fernsehsender NBC ausgestrahlt. Erfolgreichste Produktionen waren das Filmmusical Les Misérables, die Fernsehserie Homeland und der Fernsehfilm Game Change – Der Sarah-Palin-Effekt mit je drei gewonnenen Auszeichnungen.
Die früheren Komikerinnen von Saturday Night Live und Schauspielerinnen Tina Fey (30 Rock) und Amy Poehler (Parks and Recreation) moderierten die 70. Golden-Globe-Verleihung. Beide konkurrierten gleichzeitig um den Preis für die beste Hauptdarstellerin in einer Comedy-Serie.

## Favoriten
Die Nominierungen in den 25 ausgelobten Kategorien wurden am 13. Dezember 2012 bekannt gegeben. Diese Aufgabe übernahmen die Schauspieler Jessica Alba, Ed Helms sowie Aida Takla O’Reilly, Präsidentin der Hollywood Foreign Press Association. Die Mitglieder der HFPA stimmten daraufhin zwischen dem 24. Dezember 2012 und 9. Januar 2013 über die Gewinner ab, die dann am 13. Januar geehrt wurden. Erstmals in der Geschichte der Preisverleihung wurden die Golden-Globe-Preisträger nach Veröffentlichung der Oscar-Nominierungen (10. Januar) bekannt gegeben.
In der Sparte Film wurden Spielfilmproduktionen mit einer Länge von mindestens 70 Minuten berücksichtigt, die zwischen Januar und Dezember 2012 mindestens sieben Tage in Los Angeles gezeigt werden mussten, um sich zu qualifizieren. Als fremdsprachige Spielfilme wurden Produktionen mit mindestens 51 Prozent nicht-englischsprachigen Dialog gezählt, die vom 1. November 2011 bis 31. Dezember 2012 uraufgeführt werden mussten. Gemäß dem aktuellen Regelwerk konnten sich diese nicht in den Kategorien bestes Filmdrama und beste Filmkomödie/Musical qualifizieren.
 Die häufigsten Nominierungen in der Sparte Film konnte Steven Spielbergs Historiendrama Lincoln auf sich vereinen, das seine sieben Nominierungen aber nur in einen Sieg (Bester Drama-Hauptdarsteller – Daniel Day-Lewis) umsetzten  konnte. Erfolgreichste Filmproduktionen wurde Tom Hoopers Musicalverfilmung Les Misérables, die drei Auszeichnungen erhielt (Bestes Filmmusical, Hauptdarsteller – Hugh Jackman, Nebendarstellerin Anne Hathaway), gefolgt von Ben Afflecks Thriller Argo (Bestes Filmdrama, Regie) und Quentin Tarantinos Westernfilm Django Unchained (Bester Nebendarsteller – Christoph Waltz, Drehbuch) mit je zwei gewonnenen Preisen. Der Österreicher Michael Haneke war mit seinem französischsprachigen Drama Liebe in der Kategorie Bester fremdsprachiger Film erfolgreich. Als beste Filmkomponisten nominiert aber unprämiert blieben Tom Tykwer, Johnny Klimek und Reinhold Heil für Cloud Atlas.
In der Sparte Fernsehen konnten amerikanische Produktionen (Serien, Mehrteiler, Spielfilme) des Kalenderjahres 2012 nominiert werden, die zur Hauptsendezeit (19 bzw. 20 bis 23 Uhr) ausgestrahlt wurden. Ausländische Fernsehprogramme waren nach den geltenden Richtlinien nicht nominierbar, es sei denn, es handelte sich um amerikanische Koproduktionen. Mit fünf Nominierungen führte der auf HBO ausgestrahlte Spielfilm Game Change – Der Sarah-Palin-Effekt von Jay Roach das Favoritenfeld an und gewann drei Preise (Beste Mini-Serie oder Fernsehfilm, Hauptdarstellerin – Julianne Moore, Nebendarsteller – Ed Harris). Die Produktion hatte bereits bei der Primetime-Emmy-Verleihung 2012 fünf Preise gewonnen. Auf vier Nominierungen und ebenfalls drei Auszeichnungen kam die bereits im letzten Jahr mit dem Golden Globe preisgekrönte Dramaserie Homeland (Beste Drama-Serie, Beste Serien-Hauptdarsteller – Drama – Claire Danes und Damian Lewis).
Bereits als Gewinnerin fest stand die US-amerikanische Schauspielerin Jodie Foster, die den Cecil B. deMille Award für ihr Lebenswerk erhielt. Foster war in der Vergangenheit zweimal mit dem Preis für die beste Hauptdarstellerin in einem Filmdrama für ihre später Oscar-prämierten Leistungen in Angeklagt (1989) und Das Schweigen der Lämmer (1992) ausgezeichnet worden. Darüber hinaus hatte sie zwischen 1977 und 2012 fünf weitere Nominierungen erhalten.
Als „Miss Golden Globe“ bei der Prämierung der Gewinner assistierte Francesca Eastwood, die Tochter von Clint Eastwood und Frances Fisher. In diesem Jahr gab es auch einen „Mister Golden Globe“, nämlich Sam Michael Fox, der Sohn von Michael J. Fox und Tracy Pollan.

## Preisträger und Nominierte im Bereich Film

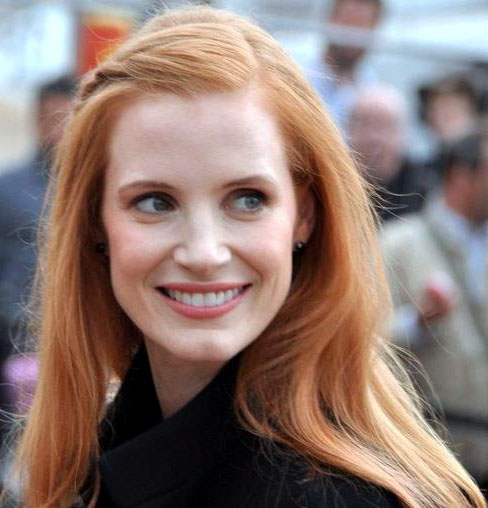
Jessica Chastain (Zero Dark Thirty)
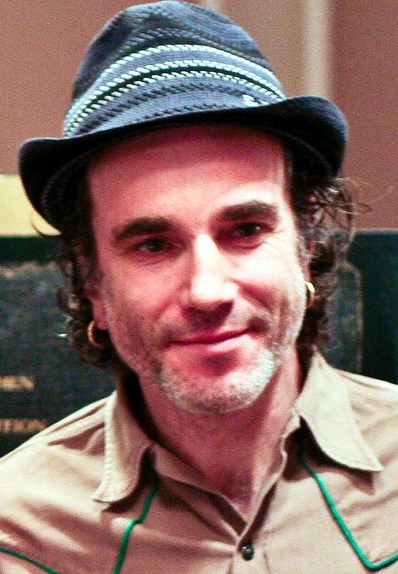
Daniel Day-Lewis (Lincoln)
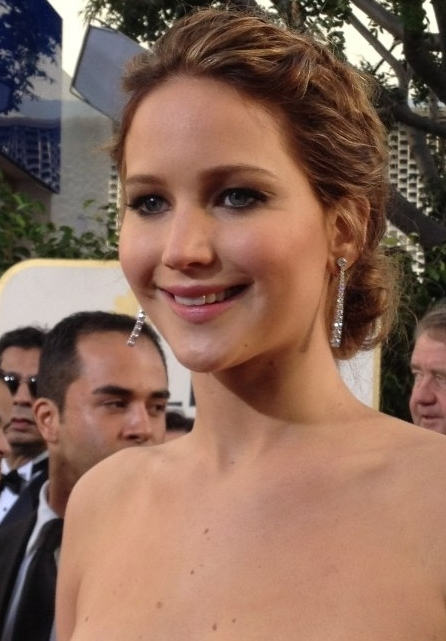
Jennifer Lawrence (Silver Linings)
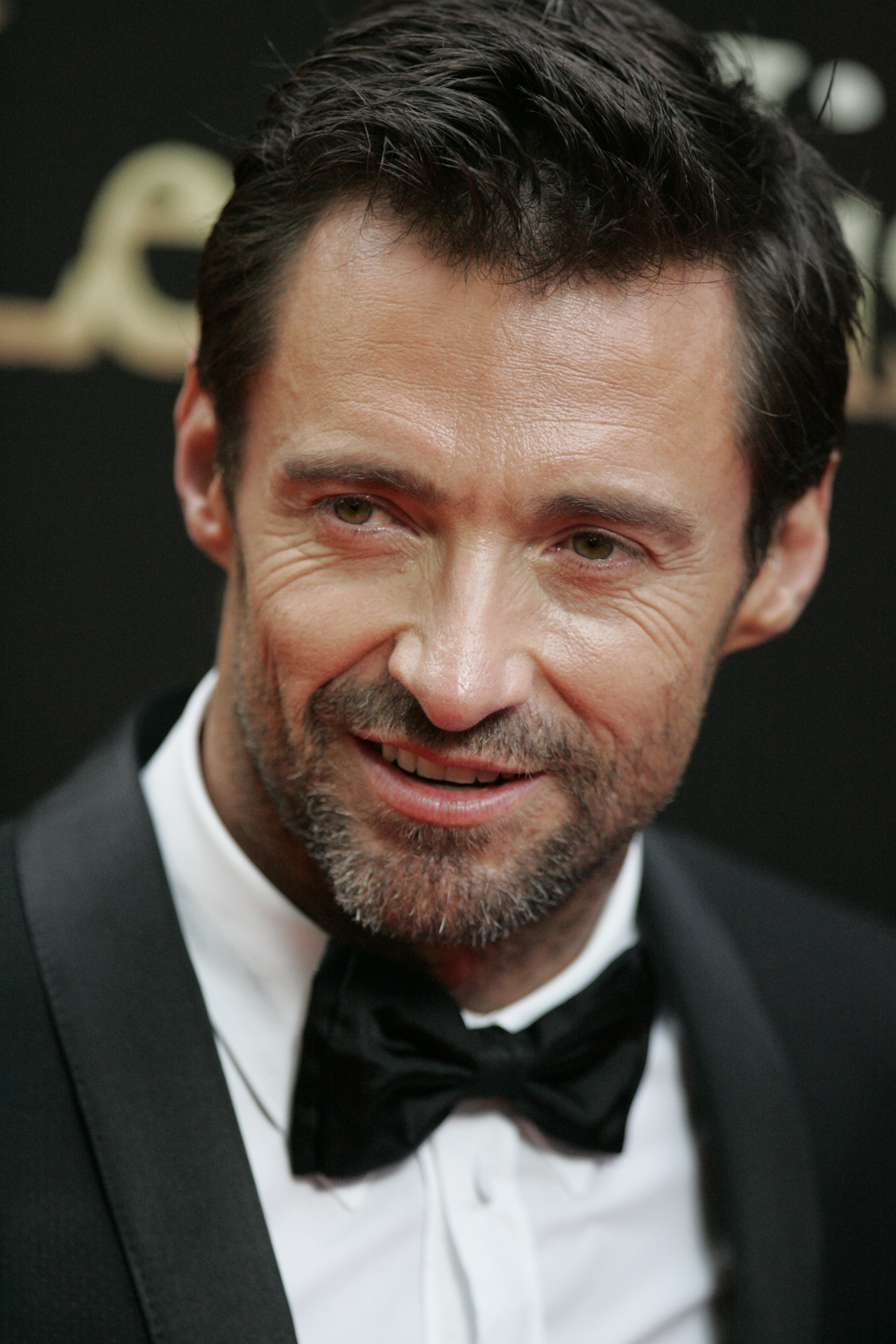
Hugh Jackman (Les Misérables)

### Bester Film – Drama
präsentiert von Julia Roberts
Argo – Regie: Ben Affleck
- Django Unchained – Regie: Quentin Tarantino
- Life of Pi: Schiffbruch mit Tiger (Life of Pi) – Regie: Ang Lee
- Lincoln – Regie: Steven Spielberg
- Zero Dark Thirty – Regie: Kathryn Bigelow

### Bester Film – Komödie/Musical
präsentiert von Dustin Hoffman
Les Misérables – Regie: Tom Hooper
- Best Exotic Marigold Hotel (The Best Exotic Marigold Hotel) – Regie: John Madden
- Lachsfischen im Jemen (Salmon Fishing in the Yemen) – Regie: Lasse Hallström
- Moonrise Kingdom – Regie: Wes Anderson
- Silver Linings (Silver Linings Playbook) – Regie: David O. Russell

### Beste Regie
präsentiert von Halle Berry
Ben Affleck – Argo
- Kathryn Bigelow – Zero Dark Thirty
- Ang Lee – Life of Pi: Schiffbruch mit Tiger (Life of Pi)
- Steven Spielberg – Lincoln
- Quentin Tarantino – Django Unchained

### Bester Hauptdarsteller – Drama
präsentiert von George Clooney
Daniel Day-Lewis – Lincoln
- Richard Gere – Arbitrage
- John Hawkes – The Sessions – Wenn Worte berühren (The Sessions)
- Joaquin Phoenix – The Master
- Denzel Washington – Flight

### Beste Hauptdarstellerin – Drama
präsentiert von George Clooney
Jessica Chastain – Zero Dark Thirty
- Marion Cotillard – Der Geschmack von Rost und Knochen (De rouille et d’os)
- Helen Mirren – Hitchcock
- Naomi Watts – The Impossible (Lo imposible)
- Rachel Weisz – The Deep Blue Sea

### Bester Hauptdarsteller – Komödie/Musical
präsentiert von Jennifer Garner
Hugh Jackman – Les Misérables
- Jack Black – Bernie – Leichen pflastern seinen Weg (Bernie)
- Bradley Cooper – Silver Linings (Silver Linings Playbook)
- Ewan McGregor – Lachsfischen im Jemen (Salmon Fishing in the Yemen)
- Bill Murray – Hyde Park on Hudson

### Beste Hauptdarstellerin – Komödie/Musical
präsentiert von Kristen Wiig und Will Ferrell
Jennifer Lawrence – Silver Linings (Silver Linings Playbook) 
- Emily Blunt – Lachsfischen im Jemen (Salmon Fishing in the Yemen)
- Judi Dench – Best Exotic Marigold Hotel (The Best Exotic Marigold Hotel)
- Maggie Smith – Quartett (Quartet)
- Meryl Streep – Wie beim ersten Mal (Hope Springs)

### Bester Nebendarsteller
präsentiert von Bradley Cooper und Kate Hudson
Christoph Waltz – Django Unchained
- Alan Arkin – Argo
- Leonardo DiCaprio – Django Unchained
- Philip Seymour Hoffman – The Master
- Tommy Lee Jones – Lincoln

### Beste Nebendarstellerin
präsentiert von Megan Fox und Jonah Hill
Anne Hathaway – Les Misérables
- Amy Adams – The Master
- Sally Field – Lincoln
- Helen Hunt – The Sessions – Wenn Worte berühren (The Sessions)
- Nicole Kidman – The Paperboy

### Bestes Drehbuch
präsentiert von Amanda Seyfried und Robert Pattinson
Quentin Tarantino – Django Unchained
- Mark Boal – Zero Dark Thirty
- Tony Kushner – Lincoln
- David O. Russell – Silver Linings (Silver Linings Playbook)
- Chris Terrio – Argo

### Beste Filmmusik
präsentiert von Jennifer Lopez und Jason Statham
Mychael Danna – Life of Pi: Schiffbruch mit Tiger (Life of Pi) 
- Alexandre Desplat – Argo
- Reinhold Heil, Johnny Klimek, Tom Tykwer – Cloud Atlas
- Dario Marianelli – Anna Karenina
- John Williams – Lincoln

### Bester Filmsong
präsentiert von Jennifer Lopez und Jason Statham
„Skyfall“ aus James Bond 007: Skyfall (Skyfall) – Adele und Paul Epworth
„For You“ aus Act of Valor – Monty Powell und Keith Urban
„Not Running Anymore“, aus Stand Up Guys – Jon Bon Jovi
„Safe & Sound“ aus Die Tribute von Panem – The Hunger Games (The Hunger Games) – Taylor Swift, John Paul White, Joy Williams und T Bone Burnett
„Suddenly“ aus Les Misérables – Claude-Michel Schönberg

### Bester Animationsfilm
präsentiert von Sacha Baron Cohen
Merida – Legende der Highlands (Brave) – Regie: Mark Andrews, Brenda Chapman und Steve Purcell
- Frankenweenie – Regie: Tim Burton
- Hotel Transsilvanien (Hotel Transylvania) – Regie: Genndy Tartakovsky
- Die Hüter des Lichts (Rise of the Guardians) – Regie: Peter Ramsey
- Ralph reichts (Wreck-It Ralph) – Regie: Rich Moore

### Bester fremdsprachiger Film
präsentiert von Arnold Schwarzenegger und Sylvester Stallone

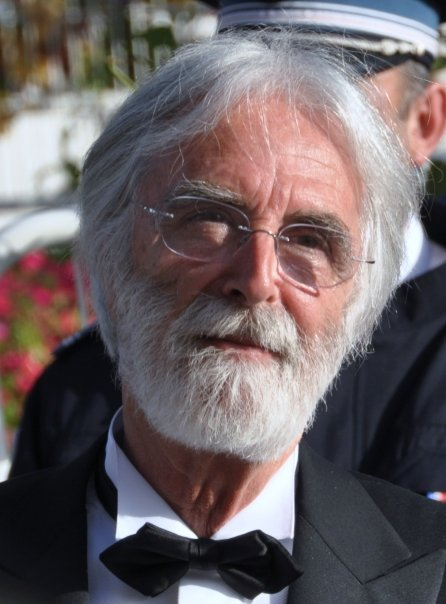
Michael Haneke (Liebe)
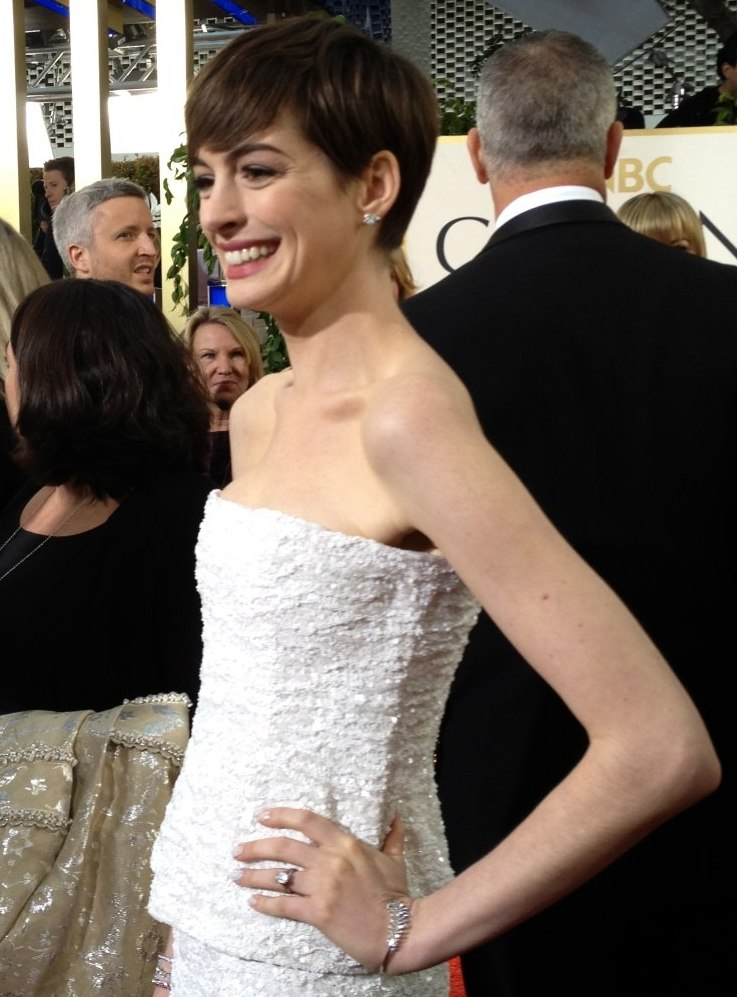
Anne Hathaway (Les Misérables)
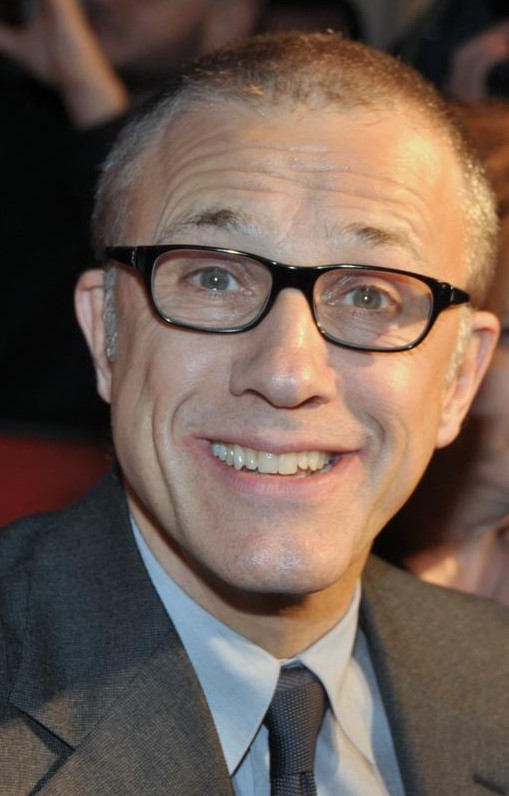
Christoph Waltz (Django Unchained)
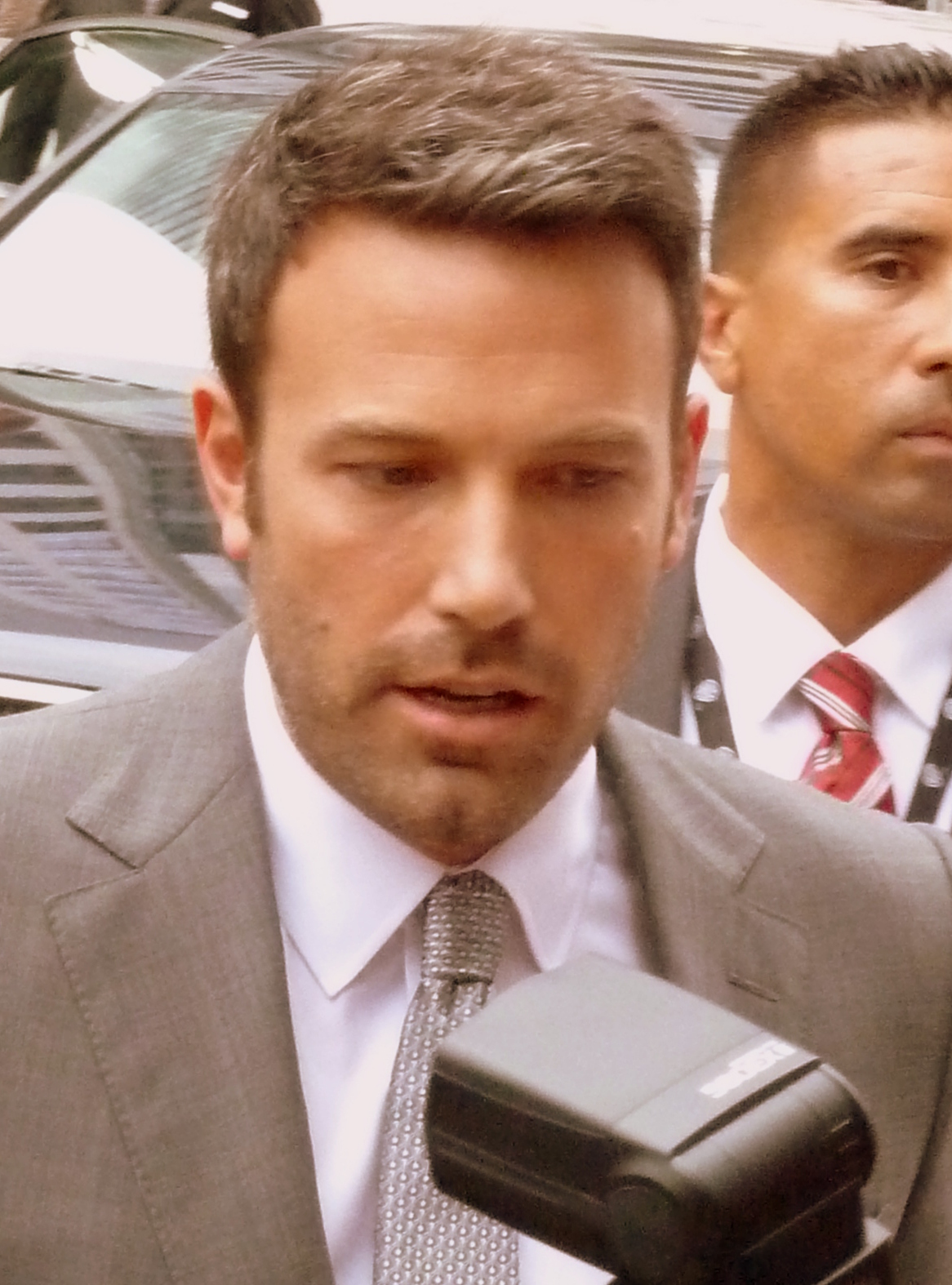
Ben Affleck (Argo)

Liebe (Amour), Österreich – Regie: Michael Haneke
- Der Geschmack von Rost und Knochen (De rouille et d’os), Frankreich – Regie: Jacques Audiard
- Die Königin und der Leibarzt (En kongelig affære), Dänemark – Regie: Nikolaj Arcel
- Kon-Tiki, Norwegen/Vereinigtes Königreich/Dänemark – Regie: Joachim Rønning und Espen Sandberg
- Ziemlich beste Freunde (Intouchables), Frankreich – Regie: Olivier Nakache und Éric Toledano

## Preisträger und Nominierte im Bereich Fernsehen

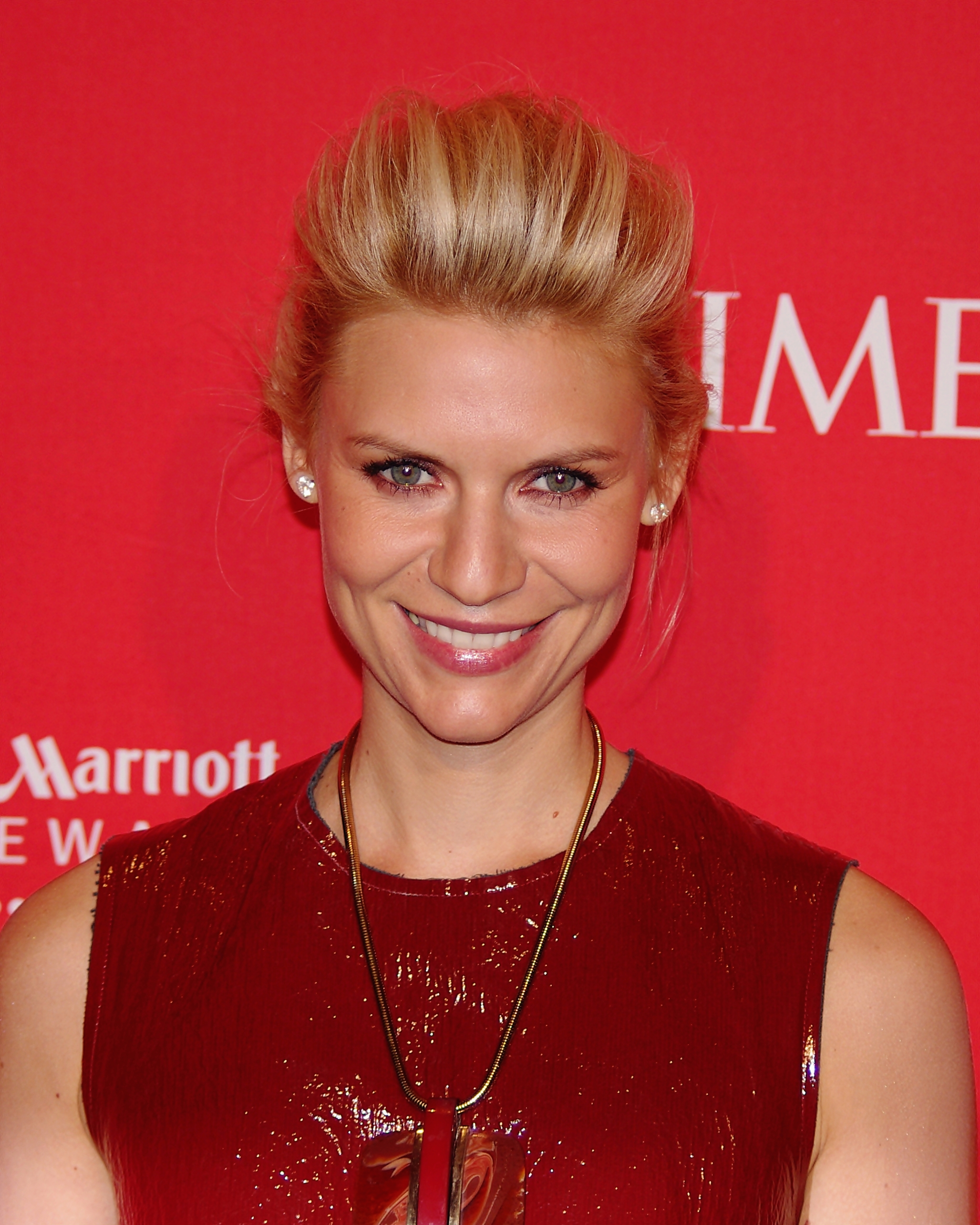
Claire Danes (Homeland)
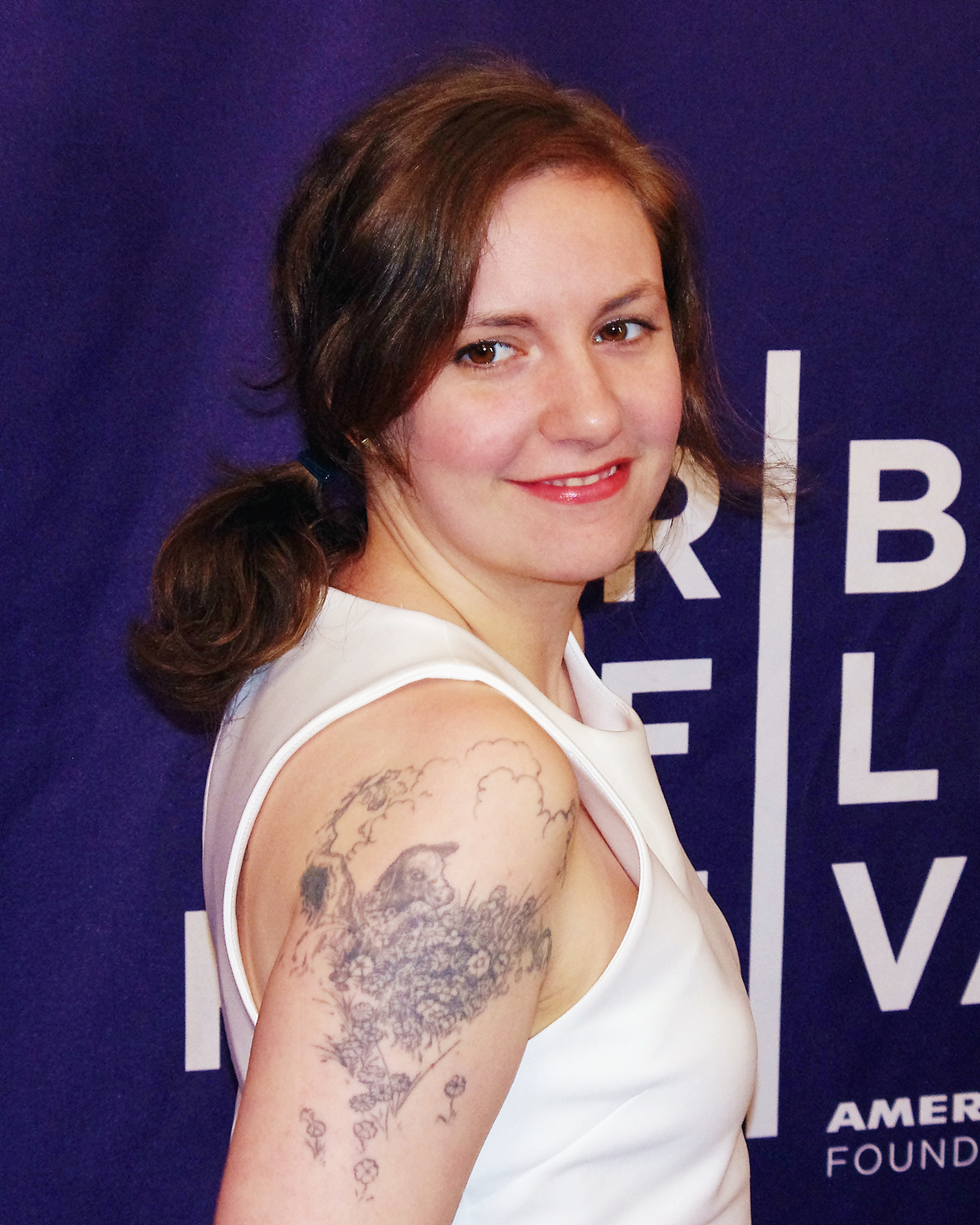
Lena Dunham (Girls)
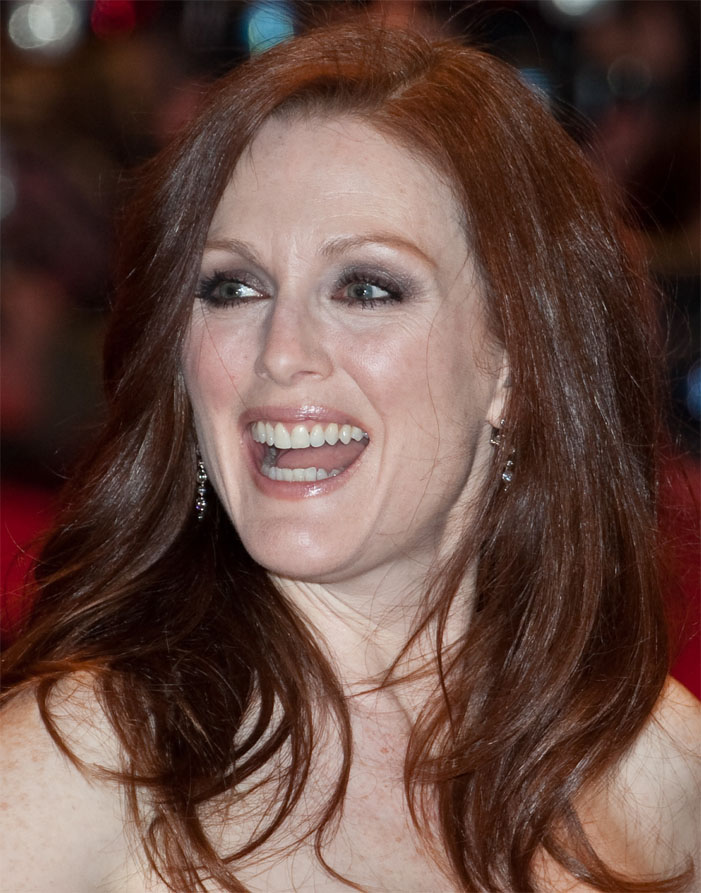
Julianne Moore (Game Change)
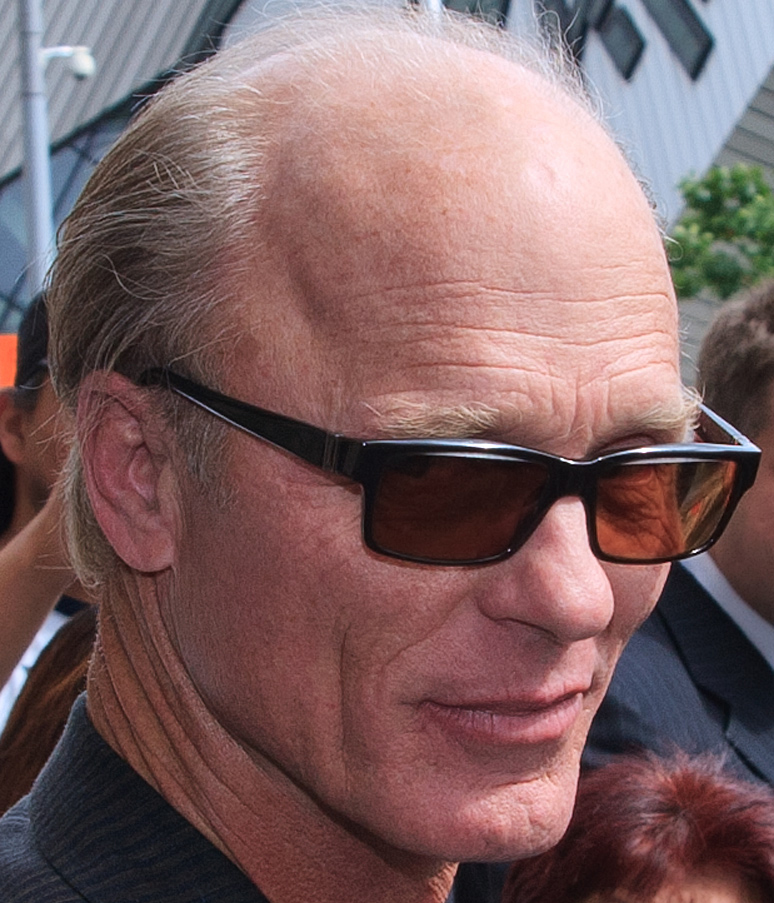
Ed Harris (Game Change)

### Beste Serie – Drama
präsentiert von Salma Hayek und Paul Rudd
Homeland
- Breaking Bad
- Boardwalk Empire
- Downton Abbey
- The Newsroom

### Beste Serien-Hauptdarstellerin – Drama
präsentiert von Lea Michele und Nathan Fillion
Claire Danes – Homeland
- Connie Britton – Nashville
- Glenn Close – Damages – Im Netz der Macht (Damages)
- Michelle Dockery – Downton Abbey
- Julianna Margulies – Good Wife (The Good Wife)

### Bester Serien-Hauptdarsteller – Drama
präsentiert von Salma Hayek und Paul Rudd
Damian Lewis – Homeland
- Steve Buscemi – Boardwalk Empire
- Bryan Cranston – Breaking Bad
- Jeff Daniels – The Newsroom
- Jon Hamm – Mad Men

### Beste Serie – Komödie oder Musical
präsentiert von Jimmy Fallon und Jay Leno
Girls
- Episodes
- Modern Family
- Smash
- The Big Bang Theory

### Beste Serien-Hauptdarstellerin – Komödie oder Musical
präsentiert von Aziz Ansari und Jason Bateman
Lena Dunham – Girls
- Zooey Deschanel – New Girl
- Julia Louis-Dreyfus – Veep – Die Vizepräsidentin (Veep)
- Tina Fey – 30 Rock
- Amy Poehler – Parks and Recreation

### Bester Serien-Hauptdarsteller – Komödie oder Musical
präsentiert von Lucy Liu und Debra Messing
Don Cheadle – House of Lies
- Alec Baldwin – 30 Rock
- Louis C. K. – Louie
- Matt LeBlanc – Episodes
- Jim Parsons – The Big Bang Theory

### Beste Mini-Serie oder Fernsehfilm
präsentiert von Eva Longoria und Don Cheadle
Game Change – Der Sarah-Palin-Effekt (Game Change)
- Hatfields & McCoys
- Political Animals
- The Girl
- The Hour

### Beste Hauptdarstellerin – Mini-Serie oder Fernsehfilm
präsentiert von Eva Longoria und Don Cheadle
Julianne Moore – Game Change – Der Sarah-Palin-Effekt (Game Change)
- Nicole Kidman – Hemingway & Gellhorn
- Jessica Lange – American Horror Story
- Sienna Miller – The Girl
- Sigourney Weaver – Political Animals

### Bester Hauptdarsteller – Mini-Serie oder Fernsehfilm
präsentiert von Jessica Alba und Kiefer Sutherland
Kevin Costner – Hatfields & McCoys
- Benedict Cumberbatch – Sherlock
- Woody Harrelson – Game Change – Der Sarah-Palin-Effekt (Game Change)
- Toby Jones – The Girl
- Clive Owen – Hemingway & Gellhorn

### Beste Nebendarstellerin – Serie, Mini-Serie oder Fernsehfilm
präsentiert von Kerry Washington und Dennis Quaid
Maggie Smith – Downton Abbey
- Hayden Panettiere – Nashville
- Archie Panjabi – Good Wife (The Good Wife)
- Sarah Paulson – Game Change – Der Sarah-Palin-Effekt (Game Change)
- Sofia Vergara – Modern Family

### Bester Nebendarsteller – Serie, Mini-Serie oder Fernsehfilm
präsentiert von Kristen Bell und John Krasinski
Ed Harris – Game Change – Der Sarah-Palin-Effekt (Game Change)
- Max Greenfield – New Girl
- Danny Huston – Magic City
- Mandy Patinkin – Homeland
- Eric Stonestreet – Modern Family

## Cecil B. DeMille Award
präsentiert von Robert Downey Jr.
Jodie Foster

## Miss/Mister Golden Globe
- Francesca Eastwood (Tochter von Clint Eastwood und Frances Fisher)
- Sam Michael Fox (Sohn von Michael J. Fox und Tracy Pollan)